# Dilophus kagoshimaensis
Dilophus kagoshimaensis är en tvåvingeart som beskrevs av Toyohi Okada 1938. Dilophus kagoshimaensis ingår i släktet Dilophus och familjen hårmyggor. Inga underarter finns listade i Catalogue of Life.